# Archives Hergé
Les Archives Hergé sont une série de quatre recueils de bandes dessinées, comportant les versions originales, en noir et blanc, de plusieurs albums d'Hergé. Elles sont éditées par Casterman.

## Archives Hergé Tome 1
Le tome 1 des Archives, paru en 1973, rassemble :
- Les Aventures de Totor, C. P. des Hannetons
- Tintin au pays des Soviets, la première aventure de Tintin. C'est dans ce recueil qu'elle a été publiée complète pour la première fois.
- Tintin au Congo
- Tintin en Amérique

## Archives Hergé Tome 2
Le tome 2, paru en 1978, contient :
- Cet aimable Monsieur Mops, une série de neuf gags d'une seule page.
- Les exploits de Quick et Flupke

## Archives Hergé Tome 3
Le tome 3, paru en 1979, comporte :
- Les Cigares du pharaon
- Le Lotus bleu
- L'Oreille cassée

## Archives Hergé Tome 4
Le tome 4, paru en 1980, est composé de :
- L'Île Noire
- Le Sceptre d'Ottokar
- Le Crabe aux pinces d'or